# Agrotis albescens
Agrotis albescens är en fjärilsart som beskrevs av Clark 1904. Agrotis albescens ingår i släktet Agrotis och familjen nattflyn. Inga underarter finns listade i Catalogue of Life.